# Anson D. Morse
Pour les articles homonymes, voir Morse.
Anson Daniel Morse (13 août 1846 - 13 mars 1916) est éducateur, historien et professeur au Amherst College.

## Biographie
Morse est né à Cambridge, Vermont. Il obtient son baccalauréat de l'Amherst College en 1871. Il rejoint la faculté d'Amherst College en 1876 et est maitre de conférence en économie politique et professeur d'histoire. Il prend sa retraite en 1907.
Morse souligne dans ses études que les partis politiques expriment la volonté populaire.
Son étudiant premier cycle le plus célèbre est peut-être Calvin Coolidge. Depuis les années universitaires de Coolidge à Amherst, les deux professeurs qui l'ont le plus influencé sont Morse en histoire et Charles Edward Garman en philosophie et éthique. Herman Vandenburg Ames (en) est également un étudiant de Morse.
Morse est élu membre de l'American Antiquarian Society en 1903.